# Ordine del coraggio (Federazione Russa)
L’Ordine del coraggio (in russo О́рден Му́жества?, Orden Mužestva) è un'onorificenza della Federazione Russa. È stato fondato il 2 marzo 1994 ed è stato assegnato per la prima volta il 6 gennaio 1995.

## Assegnazione
L'Ordine viene assegnato ai cittadini per la loro dedizione e coraggio mostrato durante il salvataggio delle persone, la tutela dell'ordine pubblico, la lotta contro la criminalità in tempi di calamità naturali, incendi, incidenti e altre emergenze, nonché azioni audaci e decisive commesse nell'esercizio militare, civile, o per la chiamata del dovere in circostanze che comportano un rischio per la vita.

## Distintivo
- Il distintivo è costituito da una croce patente di 40 mm di larghezza d'argento con le estremità arrotondate. Il bordo esterno sia del dritto e che del rovescio è in rilievo. Al centro del dritto vi è l'emblema della Federazione Russa. Raggi in rilievo si estendono dal centro verso il bordo esterno in ciascuna delle due facce della croce. Nel centro del rovescio, la scritta stilizzata in rilievo cirillico russo «МУЖЕСТВО» che significa "coraggio". Sul retro del braccio trasversale inferiore, una "N" in rilievo e una linea orizzontale riservato al numero di assegnazione di serie, sotto la linea, un punzone.
- Il nastro è rosso con un sottile bordo bianco.